# Sciapus vialis
Sciapus vialis är en tvåvingeart som beskrevs av Raddatz 1873. Sciapus vialis ingår i släktet Sciapus och familjen styltflugor. Inga underarter finns listade i Catalogue of Life.